# Arvicanthis neumanni
Arvicanthis neumanni es una especie de roedor de la familia Muridae.

## Distribución geográfica
Se encuentra en Etiopía, Somalia, Sudán, Tanzania, y, posiblemente, Kenia.

## Hábitat
Su hábitat natural son: sabanas áridas, clima tropical o clima subtropical y matorral seco.